# آبی ارغوانی
آبی ارغوانی (انگلیسی: Periwinkle) یکی از پرده‌های رنگ آبی است.